# Río San Salvador (Loa)
El San Salvador es un curso natural de agua que recorre parte del desierto de Atacama, en la Región de Antofagasta.

## Trayecto
El río San Salvador nace de la confluencia de diversas quebradas secas cuyas cabeceras se ubican en las zonas próximas a los salares de la pampa, a unos kilómetros al oeste de la ciudad de Calama. Un informe de la Dirección General de Aguas constata que "es de conocimiento que este cauce se genera en su totalidad por
afloramientos desde el acuífero de Calama, lo cual fue observado durante la visita inicial a la cuenca del río Loa.": 3–43 
Después de un recorrido de 25 kilómetros, el San Salvador se une con la quebrada Opache en los llamados "Ojos de Opache", donde surgen dos vertientes asociadas con la formación de antiguas calizas compactas. El caudal del río aumenta en forma importante, por lo que esta zona es considerada como el verdadero nacimiento del río. En esta zona existió en el pasado una pequeña central hidroeléctrica.
El río San Salvador recorre sus 56 kilómetros de forma paralela al río Loa, el principal cauce del Norte Grande chileno, hasta depositar sus aguas en este último en la localidad de Chacance.: 2 

## Caudal y régimen
Risopatrón cifra su caudal en 1 m³/s.

## Historia
Luis Risopatrón lo describe en su Diccionario Jeográfico de Chile de 1924:
San Salvador (Rio de) 22° 27' 69° 19' Brota debajo de las capas calcáreas, que descansan encima de las pizarras negras, hacia el N del pueblo de Calaina, recibe en parte las filtraciones de las vegas que se estienden al W, corre en esta dirección con aguas salobres, en angostos canales, encerrados por barrancos de no menos de 100 m de altura, en los que se hallan pizarras bituminosas i se vácia, con 1 m3 de caudal, en la márjen N del rio Loa, frente a Chacanee; las grandes crecidas se producen por las lluvias, que son raras en la rejion. Tiene unos 60 kilómetros de largo i 400 km2 de hoya hidrográfica. 63, p. 107; 116, p. 109, 114, 118 i 163; 134; 155, p. 725; 156; i 161, i, p. 153.
En cuanto a las vertientes, las describe como:: 605 
Opache (Vertientes de) 22° 30' 69° 00'. Son dos, revientan en las cuevas del mismo nombre, producen unos 700 litros de agua por segundo, forman un arroyuelo que corre por la quebrada de la misma denominación i se vácia en la márjen S de la parte superior del rio de San Salvador, del Loa. 91, 28, p. 278; i 132; vertiente en 116, p. 122; i quebrada Opachi en 134; i 156.

## Población, economía y ecología
En sus orígenes, el río alimenta principalmente cultivos de maíz para el consumo doméstico y cultivos de plantas forrajeras como la alfalfa, además de alguna crianza de ganado.: 17 
ovino.
El río recibe las descargas de aguas servidas de la ciudad de Calama.: 69 